# 名古屋市立たかしま小学校
名古屋市立たかしま小学校（なごやしりつ たかしましょうがっこう）は、愛知県名古屋市天白区高坂町にある公立小学校。
元々名古屋市立高坂小学校だったが児童数の減少に伴い2024年（令和6年）3月31日に閉校し、同年の4月にしまだ小学校と統合してたかしま小学校が設立された。

## 通学区域
天白区島田黒石・高坂町の全域
土原四丁目　天白町大字島田字黒石の一部（一部は天白小学校）
久方二丁目、久方三丁目の一部（一部は相生小学校）
島田が丘 御前場町 大根町 高島二丁目 高島三丁目
また卒業先の中学校は久方中学校となっている。

## 周辺
豊田工業大学 東海学園大学 相生小学校 桃山小学校 久方中学校 高坂幼稚園 しまだ幼稚園 みつば保育園
また天白公園や島田緑地など自然に触れ合える場所がたくさんある
さらに業務スーパー天白店やマックスバリュー天白原店などもある
天白消防署などもあるので住みやすい街となっている

## 交通
名古屋市営バスがある
また名古屋市営地下鉄もあり原駅（名古屋市営地下鉄鶴舞線）や相生山駅（名古屋市営地下鉄桜通線）などがバスで繋がっている